# 塔希拉·馬扎爾·阿里
塔希拉·馬扎爾·阿里 （Tahira Mazhar Ali，1924年1月5日—2015年3月23日）是巴基斯坦的妇女权利提倡者和政治活动家，也是贝娜齐尔·布托的导师。她的孩子包括巴基斯坦裔英国政治家塔里克·阿里、Tauseef Hyat 和澳大利亚记者Mahir Ali。   

## 早年生活
她于1924年1月5日出生于英属印度拉合爾 ，其父親是英国殖民时期的政治家和旁遮普邦前首席部长。他有兩個妹妹，分別是Sikandar Hayat Khan (1915 – 1998)及Begum Mahmouda Salim Khan (1913 – 2007) 。 
阿里在拉合尔的玛丽皇后学校完成了她的基础教育。她在 17 岁时嫁给了她的表兄Mazhar Ali Khan  (1917 – 1993)，他是一名社会主义倾向的巴基斯坦时报记者和编辑。  

## 职业生涯
她是巴基斯坦共产党(CPP) 的创始成员之一，并且与丈夫一起加入了左派組織Progressive Papers Ltd (PPL)。  阿里曾因反对穆罕默德·齐亚·哈克将军的独裁统治而入狱。她也是巴基斯坦第一个将争取工人权利与争取妇女权利的斗争结合起来的人，她抵制齐亚將軍对妇女权利的侵犯。  尽管她出生在一个富裕的家庭，但60多年来，她一直是為劳工和女性爭取权利的活躍社運分子。1950年，民主妇女协会(DWA) 成立，她是的创始人之一，该协会被认为是该国第一个独立的女权组织。 在她的领导下，巴基斯坦首次庆祝国际妇女节。  1971年，她是抗议巴基斯坦在孟加拉国解放战争中所為的少數人之一。 
她曾担任许多巴基斯坦著名女性的导师，包括巴基斯坦前總理贝娜齐尔·布托。 

## 死亡與影響
阿里于2015年3月23 日在拉合尔去世。   巴基斯坦资深记者和人权活动家IA Rehman在《黎明报》上向她致敬，称她是「真正的社運家」，并提及到她为印度和巴基斯坦的女权及和平所做的努力。